# Manel Gibert Vallès
Manel Gibert Vallès (Reus, Camp de Tarragona, 16 de gener de 1966) és un poeta andorrà, llicenciat en Filosofia per la Universitat de Barcelona, professor de llengua i literatura catalanes.

## Trajectòria
Fou secretari personal i editor privat d'Antoni Aristot Gomà (1998-2003). Va ensenyar llengua catalana al Liceu Comte de Foix (2000-2005), i després filosofia i psicologia al Centre de Batxillerat de l'Escola Andorrana (2005-2008). De 2002 a 2005 va col·laborar al Diari d'Andorra, a les seccions Tribuna, Col·laboració i La Seca, la Meca i.... Com a fotògraf, té treballs publicats en diferents formats i ha fet exposicions individuals i col·lectives. Ha produït, en la seva faceta d'editor privat, entre d'altres, Andorra, el meu país, facsímil de l'original de 1963, i ha prologat llibres de narrativa, assaig, art i poesia com Memòries d'un metge d'Albert Pla Naudi, Reflexions d'Antoni Aristot Gomà, Antologia de gravats i cartells, 1957-2007, de Sergi Mas i Balaguer, Poesia de Montserrat Marfany Canturri, i Se lo dije a la noche de Juan Carlos García Hoyuelos. Alguns dels seus articles, assaigs, contes i poemes han estat inclosos en revistes i volums col·lectius; dos exemples: l'antologia de poesia catalana i gallega Verba et terra (Romania Minor i Ministeri d'Educació, Cultura, Joventut i Esports del Govern d'Andorra, 2005), amb traduccions de poemes seus al txec elaborades per Jiři Jancik; i l'exemplar Ceci n'est pas une cremallera (Llibreria la Puça i Galeria d'Art Pilar Riberaygua, 2010). Membre del jurat en diversos certàmens literaris, entre els quals figura el Premi Carlemany de novel·la 2007, convocat pel Govern d'Andorra, la Fundació Enciclopèdia Catalana, Columna Edicions i Edicions Proa. Ha realitzat lectures en nombrosos espectacles literaris, audicions i recitals; un d'ells, Si je dis l'Andorre..., va tenir lloc al Centre d'Études Catalanes de la Université Paris IV-Sorbonne, l'any 2006; un altre, "Veïns. Tres poetes d'Andorra", en el marc de la Setmana de la Poesia de Barcelona, el 2013). També ha participat en xerrades i col·loquis com Retrats literaris d'Andorra, al si de la Fira del Llibre de Frankfurt, a la qual va assistir en qualitat d'autor convidat pel Govern d'Andorra i l'Institut Ramon Llull el 2007. Traduït a onze llengües en el volum Entrelletres#1 (Servei de Política Lingüística del Govern d'Andorra, 2012). Autor de la sèrie "I l'eternitat d'ara (divuit tankes i una estança)", una aproximació poètica a divuit escultures d'Antonio López, per a l'exposició "Antonio López a Andorra: el procés de l'escultura". Actualment és professor de llengua catalana i literatura a l'Escola Andorrana de Segona Ensenyança d'Ordino. Integrant del col·lectiu Portella i del consell de redacció de la revista homònima de lletres i arts, que dirigeix des de 2012.

## Obra[1]
- Pluja; poesia, Edicions del Diari d'Andorra, Andorra la Vella, 2000
- Quadern d'Arans (una suite de tankes i haikus); poesia, Editorial Andorra, Andorra la Vella, 2003
- Blaus a la deriva; poesia, Editorial Andorra, Andorra la Vella, 2010
- A l'ombra del solstici, Editorial Andorra, Andorra la Vella, 2017
- Vertígen : vint-i-set contes dintre d'un laberint, Límits, Andorra, 2018
- Una illa en el cel. Poemes per Andorra. Anem Editors i Govern d'Andorra, 2019 (autor de l'estudi previ)
- Al sol que bat la penya. Editorial Andorra, 2020

## Premis[1]
- 1998 Premi del 1r Concurs de Poesia Dia Mundial del Llibre
- 2002 Premi del 5è Concurs de Poesia Dia Mundial del Llibre
- 2005 Premi de Poesia Miquel Martí i Pol